# Vouho
Dijilly Arsene Dit Patrick Vouho, meglio noto come Vouho (Séguéla, 25 giugno 1987), è un calciatore ivoriano, attaccante del Marko.

## Palmarès

### Club

#### Competizioni nazionali
- Campionato cipriota: 1

AEL Limassol: 2011-2012
- Campionato georgiano: 1

Dinamo Tbilisi: 2013-2014
- Coppa di Georgia: 1

Dinamo Tbilisi: 2013-2014
- Gamma Ethniki: 1

Marko: 2024-2025 (gruppo 3)